# Nahor (fill de Serug)
|  | Aquest article tracta sobre el fill de Serug. Vegeu-ne altres significats a «Nahor». |

Nahor o Nacor (en hebreu נָחֹור בן-שְׂרוּג Nahor ben S'rug i en àrab ناحور بن سروج Nakhur ibn Sarukh) és un personatge del Gènesi, el primogènit de Serug (i la seva esposa Milcà, segons llibres apòcrifs).
En el Llibre dels Jubileus es menciona la seva esposa, Iyoska. A l'edat de vint-i-nou anys engendrà Tèrah (pare d'Abraham) i després visqué cent dinou anys més, en què engendrà altres fills i filles.
Segons el judaisme, el seu pare Serug va abandonar el culte a Jahvè i va ensenyar-li bruixeria, aleshores van ser expulsats d'Ur, la seva població natal.